# Hickey喜祺
Hickey喜祺，又名Hickey（英文名）、喜祺（中文名）是由匠星娛樂所組成的女子偶像團體，於2018年1月18日成立及正式出道。成員包括：佳歆、墨謠、可嵐、文哲、上官喜愛、安崎、弦莉。

## 經歷

### 出道前
2016年團員開始訓練，並於2018年1月18日出道。

### 2018年－至今
2019年，發行單曲《Monkey World》。
2020年4月18日，發行單曲《干脆》。4月23日，發行單曲《如果還有如果》。10月1日，发行EP《涟漪》。
2021年8月6日，文哲参加由CJ E&M與NCsoft共同推出的新女團選拔及生存實境節目《GIRLS PLANET 999》。

## 成員
- 隊長為粗體字。

| 藝名     | 本名   | 出生日期                | 定位                 | 備註                                               |
| -------- | ------ | ----------------------- | -------------------- | -------------------------------------------------- |
| 佳歆     | 佳歆   | 1996年1月5日 四川 成都  | 隊長、領唱           |                                                    |
| 墨謠     | 墨謠   | 1993年3月11日 江蘇 徐州 | 副主唱               | 參加《青春有你 (第二季)》                          |
| 可嵐     | 劉珏琳 | 1995年9月27日 湖北 荊州 | 副唱                 |                                                    |
| 文哲     | 徐道夢 | 1997年8月28日 重慶      | 領Rapper             | 參加《青春有你 (第二季)》 參加《Girls Planet 999》 |
| 上官喜愛 | 馬寶爾 | 1997年6月8日 吉林長春   | 主唱、主Rapper、領舞 | 參加《青春有你 (第二季)》                          |
| 安崎     | 陈雅馨 | 1996年5月13日 重慶      | 領唱、主舞           | 參加《青春有你 (第二季)》 同時為「THE9」成員       |
| 弦莉     | 弦莉   | 1996年7月8日 江西 上饒  | 副Rapper             | 參加《無限偶像》                                   |

## 外部連結
- Hickey喜祺的新浪微博